# Ян Коцян
Ян Коцян (словац. Ján Kocian, нар. 13 березня 1958, Златі Моравці) — словацький футболіст, що грав на позиції захисника. По завершенні ігрової кар'єри — тренер. З 2018 року очолює тренерський штаб національної збірної Ємену.
Виступав, зокрема, за клуби «Дукла» та «Санкт-Паулі», а також національну збірну Чехословаччини.

## Клубна кар'єра
З 1976 по 1979 року виступав у клубі ЗТС Мартін, який змагався в Другій лізі Чехословаччини. Після цього взимку 1979 року перейшов до клубу «Дукла». У «Дуклі» був основним гравцем середини поля й разом з гравцем національної збірної Ладиславом Юркемиком разом з «Дуклою» вийшов до фіналу кубку Словаччини, а також його команда посіла 4-те місце в Першій лізі Чехословаччини в сезоні 1984/85 років. Загалом у «Дуклі» провів дев'ять сезонів, взявши участь у 209 матчах та відзначився 20-ма голами.
1988 року перейшов до клубу «Санкт-Паулі», де він виступав з колишнім партнером по національній збірній Іво Кнофлічеком. У Бундеслізі дебютував 30 липня 1988 рокув нічийному (0:0) матчі проти «Бохума», а вже через два тижні відзначився й дебютним голом за «Санкт-Паулі», забивши другий м'яч у переможному (2:0) матчі проти «Айнтрахта» (Франкфурт). Того сезону з гамбургзьким клубом посів 10-те місце, а наступного сезону — 13-те. З 1991 року разом з командою протягом двох сезонів виступав у Другій Бундеслізі, а в 1993 році завершив кар'єру гравця. У футболці «Санкт-Паулі» відіграв 5 сезонів, зігравши 147 матчів.
У 1990 році отримав звання «Гравця року» в Чехословаччині.

## Виступи за збірну
5 вересня 1984 року дебютував у складі національної збірної Чехословаччини в товариському матчі проти Греції, в якому чехословацька збірна здобула перемогу з рахунком 1:0 завдяки голу Яна Бергера. В 1992 році завершив міжнародну кар'єру. Протягом кар'єри у національній команді, яка тривала 9 років, провів у формі головної команди країни 26 матчів.
У складі збірної був учасником чемпіонату світу 1990 року в Італії, на якому його збірна дійшла до чвертьфіналу. На цьому турнірі зіграв два матчі групового етапу, переможні проти США (5:1) та Австрії (1:0), в переможному матчі 1/8 фіналу проти Коста-Рики (4:1) та програному (0:1) поєдинку проти ФРН. Таким чином, він став першим гравцем у збірній Чехословаччини, який виступав в іноземному чемпіонаті, в даному випадку в німецькому «Санкт-Паулі».

## Кар'єра тренера
Ян Коцян розпочав тренерську кар'єру в 1993 році. З 1993 по 1995 роки працював помічником Йозефа Венглоша у збірній Словаччині. Потім працював головним тренером у «Дуклі» (Перша ліга чемпіонату Словаччини), з якою посів 5-те місце в чемпіонаті, та «Дрновіце» (Перша ліга чемпіонату Чехії), з яким посів 9-те місце в чемпіонаті. В 1999 році працював асистентом головного тренера в клубі «Кошице» (4-те місце в лізі). З 1999 по 2002 роки був асистентом Евальда Лінена у «Кельні», а в період з 2002 по 2004 року працював помічником Віллі Ройманна в «Айнтрахті». 22 лютого 2005 року замінив Рене Мюллера на посаді головного тренера клубу з другого дивізіону німецького чемпіонату «Рот Вайс» (Ессен), проте за підсумками сезону клуб з Тюрингії вилетів до нижчого дивізіону німецького чемпіонату. З 1 липня 2005 року по 4 лютого 2006 року очолював клуб другого дивізіону німецького чемпіонату «Зіген», але зрештою був звільнений зі своєї посади через непорозуміння з керівництвом клубу та невдалі спортивні результати. 3 листопада 2006 року став головним тренером команди Словаччина, тренував збірну Словаччини два роки. 25 червня 2008 року Футбольна асоціація Словаччини звільнила Коцяна через незадовільні результати збірної.
З серпня 2008 року він разом з Андреас Герцогом був помічником головного тренера збірної Австрії, чеха Карела Брюкнера. 4 березня 2009 року його було звільнено, через сім місяців після того, як збірну залишив Карел Брюкнер.
У грудні 2010 року Коцян підписав 2-річний контакт з китайським клубом «Цзянсу Сайнті». Його контракт вступав у силу з 1 січня 2011 року.
28 червня 2011 року Коцян оголосив, що стане головним тренером клубу «Саут Чайна» з Першого дивізіону чемпіонату Гонконгу. Неважаючи на те, що він був одним з небагатьох висококваліфікованих тренерів, які коли-небудь тренували гонконгзький клуб, період перебування Яна Коцяна на посаді головного тренера клубу «Саут Чайна» розглядається як період розчарувань. Команда за підсумками сезону 2011/12 років вперше фінішувала на третьому місці, і вперше за останні шість сезонів залишилася без трофею. По завершенню сезону контракт з фахівцем не було продовжено.

### «Рух» (Хожув)
19 вересня 2013 підписав контракт з «Рухом» (Хожув), замінивши на цій посаді Яцека Зелинського, який подав у відставку після ганебної поразки Хожува в Білостоці, де місцева «Ягеллонія» 15 вересня 2013 року розгромили «Рух» з рахунком 6:0. З командою з міста Хожув у сезоні 2013/14 років Ян Коцян посів 3-тє місце в Екстраклясі, завдяки чому пробився з командою до Ліги Європи, де дійшов до раунду плей-оф, в якому, щоправда, поступився в двоматчевій дуелі (0:0, 0:1) харківському «Металісту». Варто зазначити, що в 3-му кваліфікаційному раунді Ліги Європи поляки під керівництвом словацького тренера усунули за сумою двох поєдинків (0:0, 2:2) датський «Есб'єрг», а в другому раунді — «Вадуц» з Ліхтенштейну. На жаль в осінній частині сезону 2014/15 років у Екстраклясі команда не виправдала очікувань, а в 1/16 фіналу кубку Польщі поступився III-ліговій «Островії» (1:2). Після 11-ти турів команда з Хожува посідала 14-те місце, набравши лише 8 очок. За офіційною версією в зв'язку з таким плачевним становищем клубу його керівництво 6 жовтня 2014 року вирішило попрощатися зі словацьким фахівцем. 7 жовтня 2014 тренером Хожува став безробітний протягом останнього року колишній тренер польської збірної Вальдемар Форналик.
Варто також відзначити, що Ян Коцян мав незначний вплив на трансфери під час літньої перерви і, на думку багатьох спортивних коментаторів, він витискав максимум з гравців, які були в розпорядженні Хожува на той час. Загалом під керівництвом Коцяна «небесно-блакитні» зіграли 41 матч у Екстраклясі. Його баланс: 16 перемог, 13 нічиїх і 12 поразок.
3 червня 2014 року отримав звання «Тренер року» (в Польщі).

### «Погонь» (Щецин)
22 жовтня Коцян замінив на посаді головного тренера «Погоні» (Щецин) Даріуша Вдовчика. Після невдалого старту у весняній частині чемпіонату, 8 квітня 2015 року був звільнений з посади головного тренера. Його баланс у «Погоні»: 4 перемоги, 4 нічиї і 6 поразок.

### «Подбескідзе»
11 жовтня 2016 роки він став новим тренером першолігового «Подбескідзе», замінивши звільненого за декілька днів до цього Даріуша Дзвігалу. Залишив команду наступного року.

### Збірна Ємену
25 жовтня 2018 року був призначений головним тренером національної збірної Ємену. Керував її діями на Кубку Азії 2019 року.

## Статистика виступів у клубах
| Сезон   | Клуб        | Країна         | Змагання                  | Матчі | Голи |
| ------- | ----------- | -------------- | ------------------------- | ----- | ---- |
| 1976/77 | ЗТС Мартін  | Чехословаччина | 2 ліга ЧССР               | ?     | ?    |
| 1977/78 | ЗТС Мартін  | Чехословаччина | 2 ліга ЧССР               | ?     | ?    |
| 1978/79 | ЗТС Мартін  | Чехословаччина | 2 ліга ЧССР               | ?     | ?    |
| 1978/79 | Дукла       | Чехословаччина | Перша ліга Чехословаччини | 2     | 0    |
| 1979/80 | Дукла       | Чехословаччина | Перша ліга Чехословаччини | 12    | 2    |
| 1980/81 | Дукла       | Чехословаччина | Перша ліга Чехословаччини | 18    | 0    |
| 1981/82 | Дукла       | Чехословаччина | Перша ліга Чехословаччини | 26    | 1    |
| 1982/83 | Дукла       | Чехословаччина | Перша ліга Чехословаччини | 19    | 2    |
| 1983/84 | Дукла       | Чехословаччина | Перша ліга Чехословаччини | 27    | 8    |
| 1984/85 | Дукла       | Чехословаччина | Перша ліга Чехословаччини | 19    | 2    |
| 1985/86 | Дукла       | Чехословаччина | Перша ліга Чехословаччини | 26    | 3    |
| 1986/87 | Дукла       | Чехословаччина | Перша ліга Чехословаччини | 30    | 1    |
| 1987/88 | Дукла       | Чехословаччина | Перша ліга Чехословаччини | 30    | 1    |
| 1988/89 | Санкт-Паулі | Німеччина      | Бундесліга                | 28    | 2    |
| 1989/90 | Санкт-Паулі | Німеччина      | Бундесліга                | 31    | 1    |
| 1990/91 | Санкт-Паулі | Німеччина      | Бундесліга                | 31    | 2    |
| 1991/92 | Санкт-Паулі | Німеччина      | Бундесліга                | 27    | 2    |
| 1992/93 | Санкт-Паулі | Німеччина      | Бундесліга                | 12    | 1    |

## Титули і досягнення
- Кубок Словаччини («Дукла»)
  -  Володар (1): 1981
- Найкращий гравець року Чехословаччини («Санкт-Паулі»)
  -  Володар (1): 1990